# Ilex stapfiana
Ilex stapfiana är en järneksväxtart som beskrevs av Ludwig Eduard Loesener. Ilex stapfiana ingår i släktet järnekar, och familjen järneksväxter. Inga underarter finns listade i Catalogue of Life.